# Dieser verrückte Mr. Johns!
Dieser verrückte Mr. Johns! ist eine US-amerikanische Filmkomödie aus dem Jahr 1948 von S. Sylvan Simon mit Red Skelton und Janet Blair in den Hauptrollen. Der Film wurde von Edward Small Productions produziert und von Columbia Pictures vertrieben. Das Drehbuch basiert auf der Kurzgeschichte Now You See It von Roy Huggins, die am 25. Mai 1946 in der The Saturday Evening Post veröffentlicht wurde.

## Handlung
Der tollpatschige Straßenreiniger Red Jones macht seiner Freundin Ann Elliott einen Heiratsantrag. Die Sekretärin bei der Fuller Brush Company weist den Antrag ab mit der Begründung ab, dass sie ihn erst heiraten werde, wenn er Erfolg im Berufsleben habe. Er solle sich an ihrem Bekannten Keenan Walick ein Beispiel nehmen, der ein erfolgreicher Verkäufer bei Fuller Brush ist. Red verursacht versehentlich den Brand eines Abfalleimers, woraufhin er von seinem Chef Gordon Trist gefeuert wird. Ann will Red bei der Jobsuche helfen und arrangiert einen Test als Vertreter für Fuller Brush. Dabei soll er mit Keenan ein Verkaufsteam bilden.
Keenan ist selber an Ann interessiert und will Red zum Misserfolg bringen. Er bringt dem unerfahrenen Verkäufer Red seine angeblich unschlagbare Verkaufstechnik bei. Wie erwartet hat Red bei seinen ersten Versuchen keinen Erfolg. Keenan macht mit ihm eine Wette, mit Ann als Preis, dass Red nicht eine einzige Bürste verkaufen wird. Seinen nächsten Verkaufsversuch macht Red bei seinem ehemaligen Chef Trist. Als Trist erkennt, dass der Verkäufer der Tollpatsch Red ist, wirft er ihn aus dem Haus. Mrs. Trist jedoch kauft gleich zehn Bürsten bei Red. Als Red voller Stolz Ann und Keenan von seinem Erfolg erzählt, bemerkt er, dass er vergessen hat, bei Mrs. Trist abzukassieren. 
Red kehrt zum Haus der Trists zurück. Bevor er eintritt, hört er ein Gespräch zwischen Trist, dessen Partner Gregory Cruckston und anderen mit, bei dem es um einen Betrug mit Militärausrüstung geht. Während des Gesprächs gesteht Sara Franzen, die Verlobte von Mr. Trists Sohn Freddie, dass sie in Wirklichkeit Mr. Trist liebe. Red wird beim Lauschen erwischt und ins Haus gebracht. Plötzlich erlischt das Licht. Als es wieder angeht, liegt Gordon Trist erstochen am Boden. Lieutenant Quint durchsucht das Haus nach der Mordwaffe und lässt alle Anwesenden, inklusive Red, festnehmen. Zwar gerät Red unter Mordverdacht, muss aber aus Mangel an Beweisen freigelassen werden. Als er zu Hause ankommt, findet er Mrs. Trist vor, die auf ihn gewartet hat. Ann erscheint, kurz darauf auch Freddie in Begleitung zweier bewaffneter Handlanger. Die Bewaffneten halten alle Anwesenden in Schach und durchsuchen Reds Wohnung erfolglos nach der Mordwaffe. 
Red und Ann finden heraus, dass die Mordwaffe eine der Bürsten war, deren Metall eingeschmolzen und zu einem messerähnlichen Gegenstand umgearbeitet wurde. Bevor sie Lieutenant Quint benachrichtigen können, werden sie von Cruckston gefangen genommen, der den Mord an Gordon Trist zugibt. Mit Hilfe der Polizei und der Feuerwehr kann das Paar Cruckston und seinen Männern entkommen. Die Festnahme Cruckstons bringt Red Anns Respekt ein, die ihn umarmt und küsst.

## Produktion

### Hintergrund
Gedreht wurde der Film vom 15. Oktober bis zum 29. November 1947 u. a. auf der Columbia/Warner Movie Ranch in Burbank.
Die Verleihgesellschaft Columbia entschied, dass der Film in Hartford (Connecticut) spielen soll. In Hartford hat die 1906 gegründete Fuller Brush Company ihren Hauptsitz.
Regisseur Simon und Hauptdarsteller Skelton standen beide bei Metro-Goldwyn-Mayer unter Vertrag. Sie unterbreiteten das Projekt dem Studio, MGM lehnte die Realisierung jedoch ab. Simon und Skelton wandten sich daher an Columbia. Erst als Edward Small zusagte, den Film zu produzieren, wurde Roy Huggins Kurzgeschichte in das Script mit eingefügt.
Skelton bereitete sich auf seine Rolle vor, indem er einen Nachmittag lang als Vertreter für Fuller Brush tätig war.
Janet Blair reichte gegen Edward Small eine Klage auf Schadenersatz in Höhe von 250.000 Dollar ein (2023: ca. 3,2 Millionen Dollar). Grund der Klage war, dass ihr Name auf den Filmplakaten nicht genannt und später in unpassender Schriftgröße hinzugefügt wurde. Ein Bundesrichter erließ daraufhin eine einstweilige Verfügung, dass keine weiteren Anzeigen verbreitet werden, die nicht Blairs Namen in der gleichen Schriftgröße wie Skeltons Name aufwiesen.
1950 produzierte Columbia mit Seine Frau hilft Geld verdienen (OT: The Fuller Brush Girl) unter der Regie von Lloyd Bacon eine Fortsetzung.

### Stab
Stephen Goosson und Carl Anderson oblag die künstlerische Leitung. Louis Diage und Wilbur Menefee waren für das Szenenbild zuständig, Jean Louis für die Kostüme. Das Orchester wurde von Herschel Burke Gilbert und Clifford Vaughan geleitet.

### Besetzung
In kleinen nicht im Abspann erwähnten Nebenrollen traten Verna Felton, Jimmy Hunt, Selmer Jackson, Fred F. Sears und Dorothy Vernon auf.

## Synchronisation
Die deutsche Synchronfassung entstand im Auftrag der Motion Picture Export Association in Berlin.
| Rolle             | Schauspieler  | Deutscher Synchronsprecher |
| ----------------- | ------------- | -------------------------- |
| Red Jones         | Red Skelton   | Walter Richter             |
| Ann Elliott       | Janet Blair   | Eleonore Noelle            |
| Gregory Cruckston | Donald Curtis | Arnold Marquis             |
| Lt. Quint         | Arthur Space  | Axel von Ambesser          |

## Veröffentlichung
Die Premiere des Films fand am 12. Mai 1948 statt. In der Bundesrepublik Deutschland kam er am 17. Februar 1950 in die Kinos, in Österreich am 31. März 1950. 

## Kritiken
Der Filmkritiken-Aggregator Rotten Tomatoes hat in einer Auswertung ein Publikumsergebnis von 73 Prozent positiver Bewertungen ermittelt.
Das Lexikon des internationalen Films schrieb: „Handfeste Slapstick-Komik und eine Paraderolle für Red Skelton.“
Bosley Crowther von der The New York Times befand, dass der Film trotz aller Schlaffheit, besonders zu Beginn, ein besonders gutes Beispiel für Slapstick im späteren Keystone-Kop-Stil sei. Skelton sei ein Clown mit offensichtlichem Talent in den Momenten wahnsinnigen Leidens.